# Franz Nachtegall
Franz Nachtegall (Vivat Victorius Fridericus Franciscus Nachtegall), född 3 oktober 1777 i Köpenhamn, Danmark, död 12 maj 1847, var en dansk gymnastikpionjär.
År 1798 upprättade han ett gymnasistsällskap i Danmark. Han bedrev kring 1800-talets början gymnastik på både privat och offentlig nivå i Köpenhamn, under påverkan av Johann GutsMuths. Han bedrev även den första utbildningen för gymnastiklärare i Danmark, kallad "Military Gymnastic Institute", vilket var det första i sitt slag i Europa. Där ingick aktiviteter på repstegar, rep, klättring och balansering, dragkamp samt hopp. För hoppningen användes trähästar. Mattor placerades runt hästen för att försäkra mjuklandning. Detta är det första säkra beviset av mattor inom gymnastik.
År 1804 utnämnde Danmarks dåvarande kronprins honom till professor, och 1806 mottog han ett stipendium. Han införde gymnastik i flera offentliga och privata skolor. Han har räknats som en av de främsta pionjärerna inom dansk gymnastik.